# Ёлки 9
«Ёлки 9» — российский комедийный новогодний фильм 2022 года режиссёров Александры Лупашко и Сергея Наумова, а также продюсеров Тимура Асадова, Марии Затуловской, Ары Хачатрян, Лалы Рустамовой и так далее. В главных ролях: Фёдор Добронравов, Ян Цапник, Алексей Серебряков, Евгений Кулик и Виктория Агалакова. Фильм, созданный компанией Bazelevs, является девятым по счёту в серии фильмов, не считая спин-оффа 2014 года «Ёлки лохматые». Кроме того, девятые «Ёлки» — первые в серии, в которых не сыграли актёры из прошлых фильмов: Дмитрий Нагиев, Сергей Светлаков и Иван Ургант, потому фильм является самостоятельным сиквелом или мягким перезапуском франшизы (это самостоятельное продолжение «Ёлок 8»). Слоган фильма: «Заходи на праздник!».
Фильм "Елки 9" снимался в нескольких локациях, включая Карелию и Мурманск, хотя деревня Глухарево, фигурирующая в фильме, является вымышленной. Съемки также проходили в 11 городах России, включая Калининград, Казань, Пермь, Уфу, Бавлы, Екатеринбург, Красноярск, Якутск, Новосибирск, Санкт-Петербург и Москву. В фильме присутствуют истории, происходящие в этих городах.
Премьера фильма в кинотеатрах состоялась 1 декабря 2022 года. «Ёлки 9» получили смешанные отзывы критиков, с похвалой за игру Фёдора Добронравова и качество съёмки, хотя некоторые критиковали неоригинальный сюжет, наигранность многих актёров и юмор. Тем не менее, пользователи приняли фильм достаточно холодно и отметили, что франшиза давно изжила себя. Однако, несмотря на восприятие, фильм был признан улучшением по сравнению с предшественником и стал успешен в прокате. По итогам проката, девятый фильм заработал около 572 693 031 рублей.
Продолжение, «Ёлки 10», вышло 7 декабря 2023 года.

## Сюжет
За считанные часы до праздника все с замиранием сердца надеются на новогоднее чудо. Деревня Глухарёво готовится с размахом встречать зарубежную кинозвезду, в Тюмени домохозяйке-блогерше необходимо выиграть пари с мужем, в Екатеринбурге влюблённый ролевик разрывается между семейным счастьем и эпическими приключениями, в Санкт-Петербурге девушка вместе с долгожданным предложением руки и сердца узнаёт, что её жених был мошенником. Как всегда, судьбы героев неожиданно переплетутся и каждому достанется своя частичка новогоднего волшебства.

## В ролях
| Актёр               | Роль               |
| ------------------- | ------------------ |
| Ян Цапник           | Адвокат            |
| Фёдор Добронравов   | Василий            |
| Алексей Серебряков  | Валера             |
| Виктория Агалакова  | Люся, девушка Феди |
| Евгений Кулик       | Федя               |
| Григорий Калинин    | Торин              |
| Елена Захарова      | Мама Люси          |
| Ростислав Бершауэр  | Папа Люси          |
| Валерия Человечкова | Лиза               |
| Михаил Орлов        | Миша               |
| Наталия Валькович   | женщина с караваем |
| Александра Розанова | Катя               |
| Андрей Никульский   | родственник Бугра  |
| Юлия Макарова       | девушка            |

## Создание
Евгений Кулик выступил шоураннером и креативным продюсером девятой части популярной новогодней киносерии «Ёлки», премьера которой состоялась 1 декабря. Согласно пресс-службе кинокомпании «Базелевс», в новом фильме актёр отвечает за творческую концепцию и художественную реализацию проекта. Вместе с Дмитрием Балуевым он также написал сценарий к продолжению.

В фильме не появляются персонажи Ивана Урганта и Сергея Светлакова.
«Мы стараемся сделать такое кино, которое будет актуально не только в Новый год, а в принципе в любое время. И это непростая задача — тем более, в жанре комедии. Теперь в фильме появятся новые герои и новые сюжетные линии. Некоторые уже полюбившиеся истории получат продолжение и в новой части. Будет много звезд и неожиданные камео. „Ёлки“ будут принципиально новыми, смешными и свежими. Мы стараемся и надеемся, что у фильма будет такой успех, что он будет нравиться всем ещё много лет», — говорит Евгений Кулик.
Студия Тимура Бекмамбетова Bazelevs и компания «Вольга» 3 октября представили дебютный тизер-трейлер девятой части российской новогодней комедии «Ёлки». Ролик открывается стилизованным логотипом и затем демонстрирует нарезку кадров из самой ленты с участием Фёдора Добронравова, Алексея Серебрякова, Виктории Агалаковой, блогера Евгения Кулика и других актёров.
В октябре стало известно о пересъёмках одной из новелл девятого фильма. Историю переписали и поменяли актёрский состав — главную роль в ней исполнил Ян Цапник.

## Приём

### Кассовые сборы
Комедия «Ёлки 9» стала лидером кинопроката в России и СНГ в уик-энд. Фильм собрал 124 млн рублей, сообщил «Кинобизнес сегодня».
Лидеры кинопроката 1-4 декабря:
- «Ёлки 9» — 124 млн руб.;
- «Сердце Пармы» — 20 млн руб. (всего — 903 млн руб.);
- «Келинжан» — 17 млн руб. (60 млн руб.);
- «На ощупь» — 16 млн руб.;
- «Треугольник печали» — 15 млн руб.

Девятая часть новогодней серии фильмов «Ёлки» не уступила место лидера отечественного кинопроката по итогам минувших выходных. Об этом свидетельствуют данные «Бюллетени кинопрокатчика». За субботу и воскресенье, 10 и 11 декабря, кинокартина собрала ещё около 103 миллионов рублей. На момент 17 декабря 2022 года, фильм собрал около 325 миллионов рублей, при бюджете в 140 миллионов. На 25 декабря 2022 года фильм заработал уже более 418 миллионов рублей. На момент 10 января 2023 года фильм заработал почти 600 миллионов рублей.

### Критический приём
Фильм «Ёлки 9», став продолжением культовой новогодней франшизы, встретил зрителей довольно противоречивым анонсом. Изначально, тизер-трейлер и последующий официальный ролик вызвали преимущественно негативную реакцию среди поклонников серии, вызвав опасения относительно качества нового выпуска. Однако после премьеры мнения начали расходиться: одни зрители оценили картину положительно, подчеркивая лёгкость сюжета и способность вызвать праздничное настроение, другие же остались разочарованы слабостью драматургии и недостаточной глубиной персонажей. Тем не менее, реакция на девятые «Ёлки» оказалась значительно лучше, чем на предыдущую восьмую серию, которую многие считали провальной. Критики отмечали скуку повествования и излишнюю наигранность исполнения ролей некоторыми актёрами, особенно раздражало отсутствие свежих идей и ярких поворотов сюжета. Несмотря на недостатки, фильм сумел порадовать качеством съёмки, актёрской работой Федора Добронравова, чьё участие было высоко оценено поклонниками, а также сохранением традиционного уровня юмора, присущего всей франшизе. Оценка проекта на популярном ресурсе «Кинопоиск» составила скромные 5.1 балла из возможных десяти, а платформа отзывов «Отзовик» дала картине ещё меньшую оценку — одобрение получила лишь треть пользователей.
Российская газета
1 декабря 2022 года
Дмитрий Сосновский

Традиционный набор зимних приключений вновь знакомит зрителей с героями, чьи внутренние конфликты настолько искусственны, что кажется невероятным увидеть искренность чувств. Но магия Нового Года способна творить чудеса даже там, где сюжет исчерпал себя давно. Эти герои вопреки всему начинают испытывать добрые чувства друг к другу и окружающим. Именно такая простота превращает фильм в праздник души, доступный каждому зрителю, независимо от возраста и жизненного опыта.
Кино@Mail.Ru
1 декабря 2022 года
Борис Гришин

Девятая серия продолжает историю веселого волшебства праздников. Режиссёры нашли баланс между реальной жизнью и фантазией, создавая приятную атмосферу для семейного просмотра. Забавные ситуации и остроумные реплики создают неповторимую атмосферу фильма, а работа актеров добавляет фильму яркости и выразительности. Этот фильм не претендует на художественную глубину, но зато отлично справляется с задачей создать праздничное настроение.
7Дней.ру
1 декабря 2022 года
Ксения Щетинина

Фестиваль радости, света и доброты снова объединяет страну накануне Нового Года. Никаких претензий на шедевр, никаких глубоких размышлений о жизни и судьбах человечества. Просто приятные истории, которые заставляют зрителя искренне улыбаться и поверить в чудо. Даже если сценарий простоват, актерская игра на высоте, заставляя верить в происходящее. Такие фильмы нужны именно тогда, когда хочется забыть обо всех проблемах и погрузиться в мир чудес и приятных сюрпризов.
TramVision
21 декабря 2022 года
Эрик М. Кауфман

Но иногда сказка становится слишком предсказуемой и превращается в рутинную процедуру ожидания конца фильма. Девятый выпуск сериала повторяет шаблон предыдущих частей и теряет свою свежесть. Вместо того, чтобы удивлять оригинальностью сюжетов и яркой игрой любимых артистов, авторы предлагают зрителям затертую формулу, которая уже перестала вызывать восторг. Возможно, пришло время искать новые пути развития популярной франшизы, иначе рискуем потерять интерес аудитории навсегда.
В прокате «Ёлки 9» стартовали лучше восьмого фильма и лучше многих других проектов, вышедших рядом.

## Продолжение
18 октября 2022 года в Сети возникла информация, что продолжение девятого фильма серии, «Ёлки 10», тоже будет. Десятая часть франшизы вышла 7 декабря 2023 года